# الملوك والمغتصبون في الإمبراطورية السلوقية
الملوك والمغتصبون في الإمبراطورية السلوقية: الرجال الذين سيصبحون ملوكاً هي رواية تاريخية واقعية كتبها بوريس كروباسيك. يستكشف الإمبراطورية السلوقية (333 قبل الميلاد إلى 634 م) فيما يتعلق بالملوك المغتصبين للحكم أو ورثوه، نشر الكتاب دار النشر في جامعة أكسفورد في أكتوبر 2016.

## روابط خارجية
- Kings and Usurpers in the Seleukid Empire E-book. Oxford University Press.